# Liste Münchner Straßennamen/C

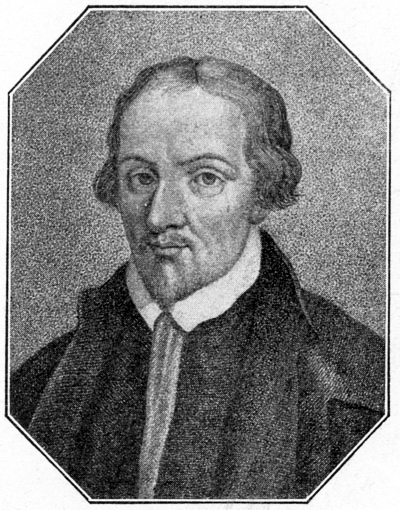
Pedro Calderón de la Barca

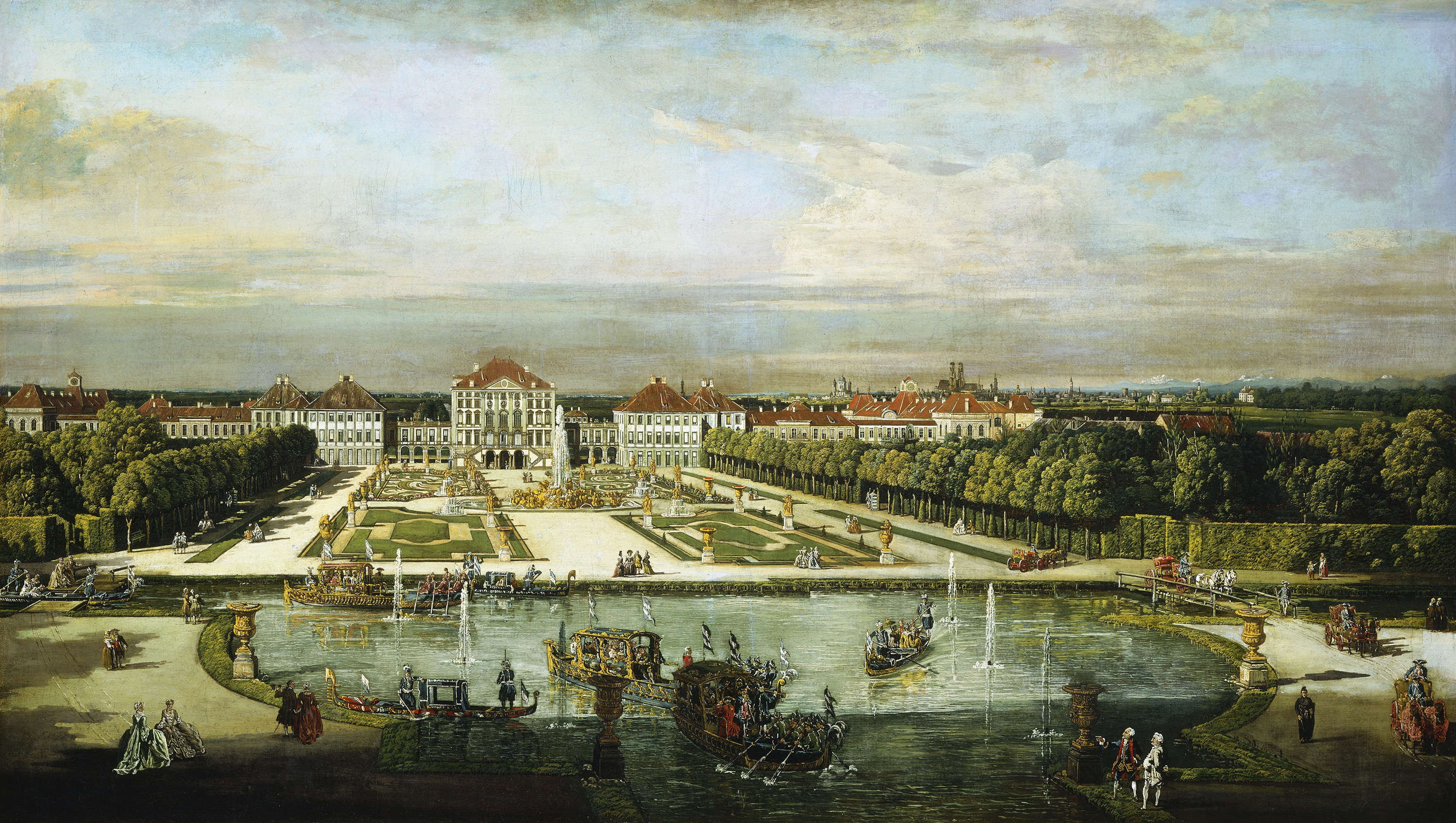
Schloss Nymphenburg, Gemälde von Canaletto, um 1761

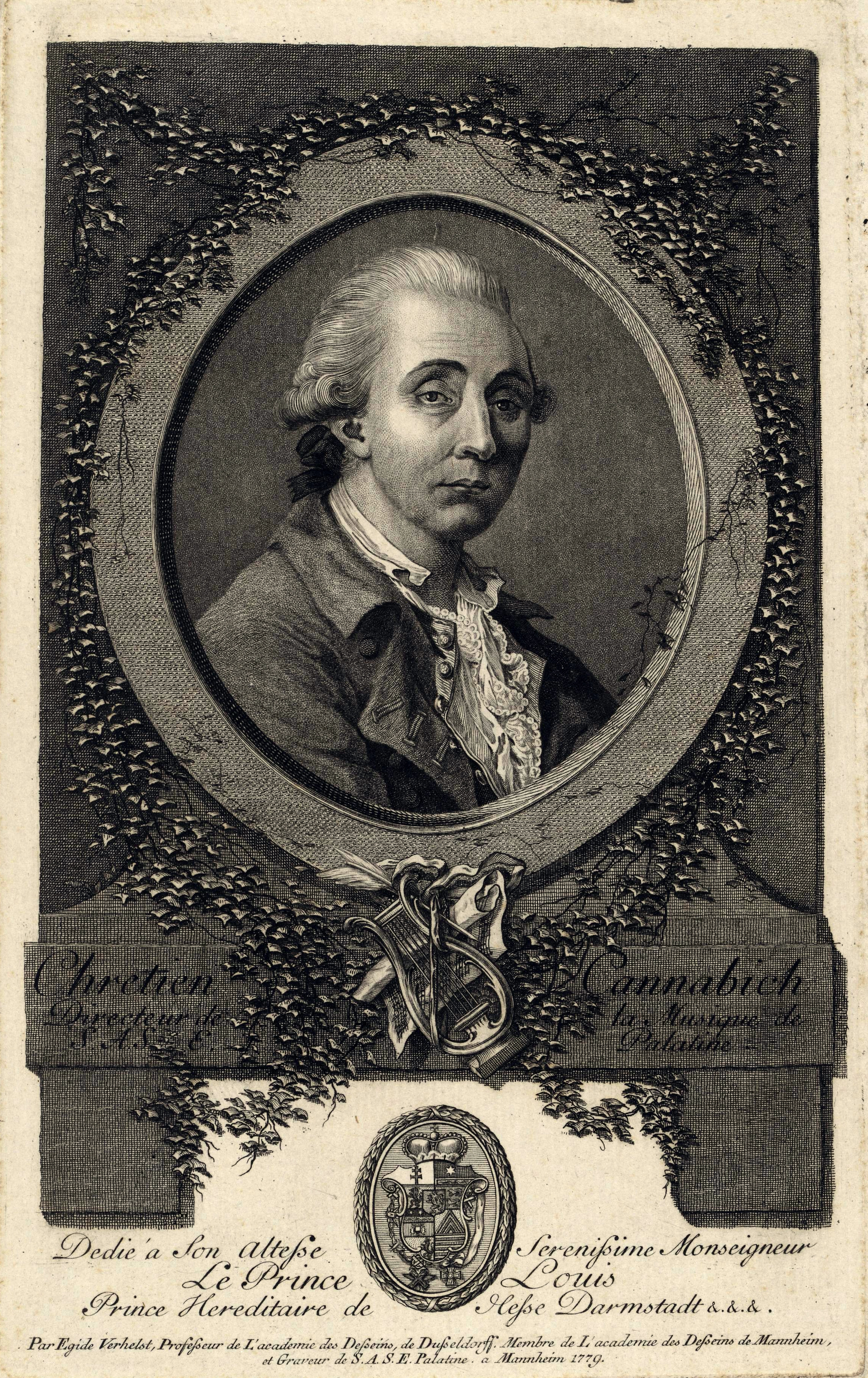
Christian Cannabich

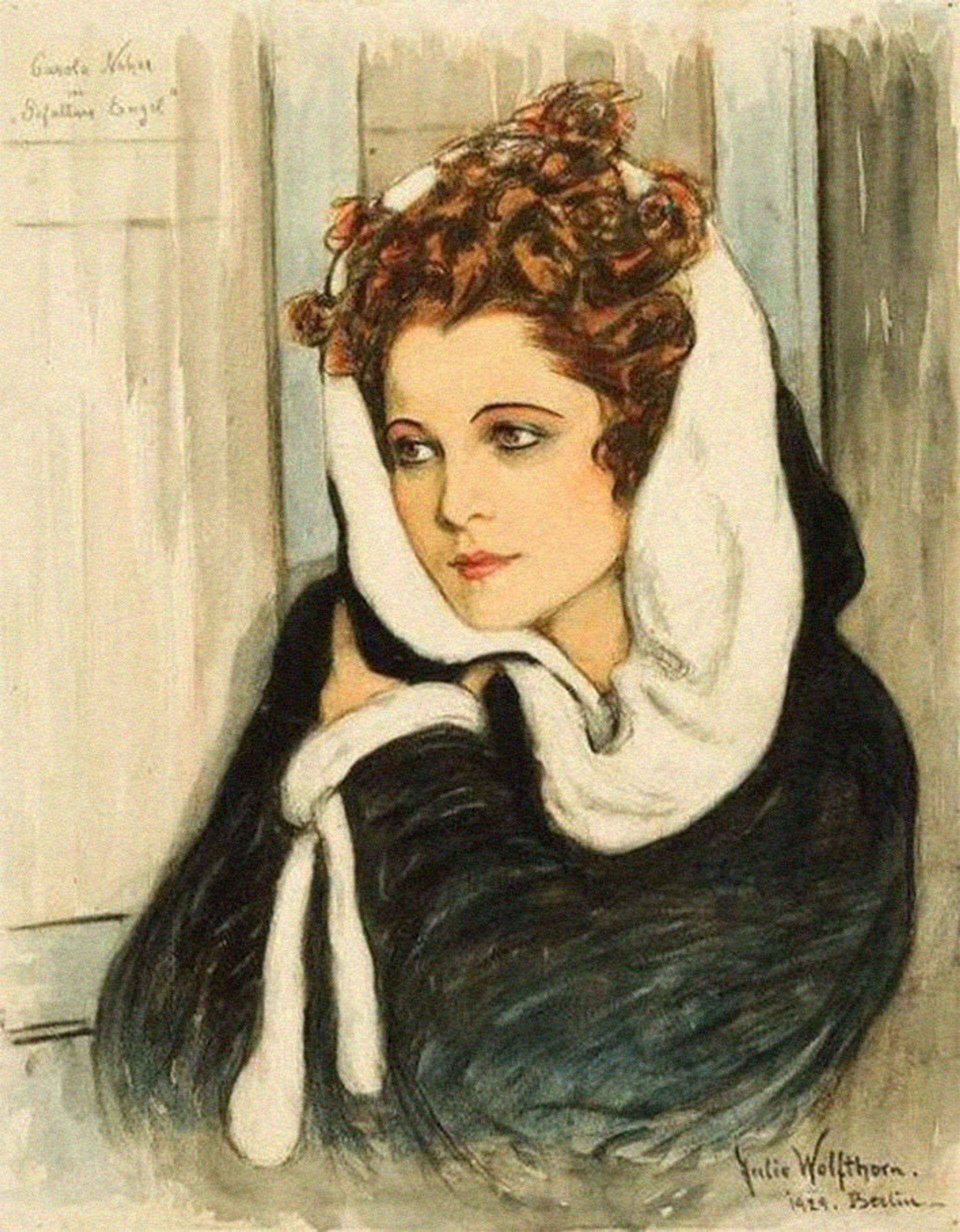
Carola Neher

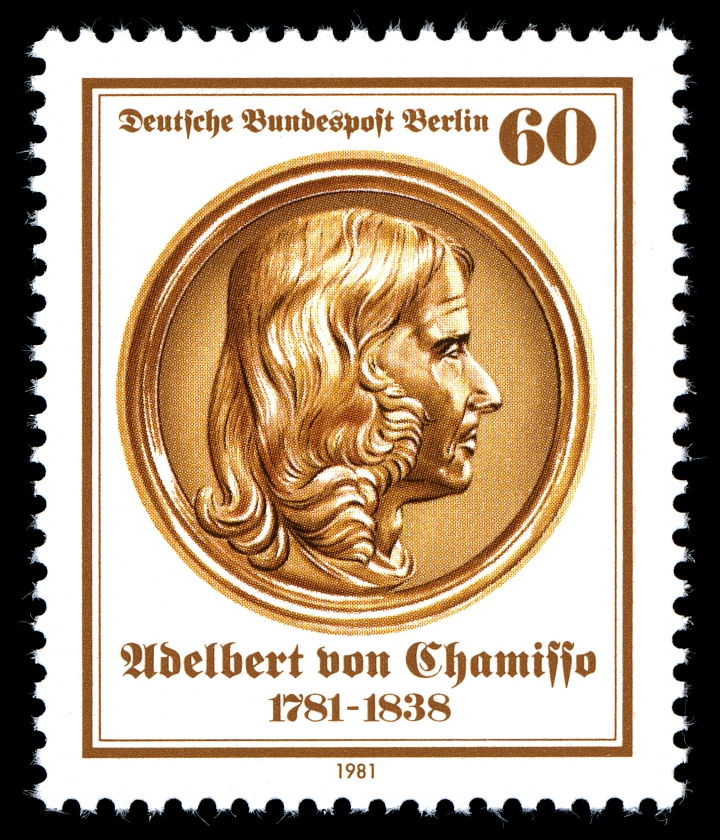
Adelbert von Chamisso

Die Liste Münchner Straßennamen listet Namen von Straßen und Plätzen der bayerischen Landeshauptstadt München auf und führt dabei auch die Bedeutungen und Umstände der Namensgebung an. Aktuell gültige Straßenbezeichnungen sind in Fettschrift angegeben, nach Umbenennung oder Überbauung nicht mehr gültige Bezeichnungen in Kursivschrift.
Aufgrund der großen Anzahl Münchner Straßennamen ist die Liste in alphabetisch sortierte Unterlisten aufgeteilt.
Cäcilienstraße,
(1936) 32. Stadtbezirk
Calderonweg, Pasing
(1971) Pedro Calderón de la Barca (1600–1681), spanischer Dramatiker
Cambraistraße,
(1936) 18. Stadtbezirk
Camerloherstraße, Laim
(1901) Melchior Camerloher, eine der 42 Münchner Geiseln König Gustavs II. Adolf 1632
Cammerloherstraße, Laim
(1904)→Camerloherstraße
Canalettostraße, Villenkolonie Gern
(1906) Canaletto (1720–1780), eigentlich Bernardo Bellotto, italienischer Maler
Candidplatz, Untergiesing
(1877) Peter Candid (um 1548–1628), flämischer Maler, Bildhauer und Grafiker
Candidstraße, Untergiesing
(1877), siehe vorstehend
Canisiusplatz, Großhadern
(1938) Petrus Canisius (1521–1597), Jesuit, Kirchenlehrer, heiliggesprochen
Canisiusstraße, Großhadern
(1938) siehe vorstehend
Cannabichstraße, Untergiesing
(1902) Christian Cannabich (1731–1798), Violinvirtuose, Komponist, Konzertmeister und Operndirektor
Cannstatter Platz,
(1936) 24. Stadtbezirk
Caracciolastraße, Hasenbergl
(1947) Günther Caracciola-Delbrück (1898–1945), als Teilnehmer an der Freiheitsaktion Bayern von Nationalsozialisten am 28. April 1945 erschossen
Carl-Amery-Platz, Au-Haidhausen
(2018) Carl Amery (1922–2005), Schriftsteller
Carl-Baierl-Bogen, Neuperlach
(1981) Carl Baierl (1895–1977), Komiker und Volksschauspieler
Carl-Hanser-Straße, Pasing
(2012) Carl Hanser (1901–1985), Verleger, 1928 Gründer des Carl Hanser Verlags
Carl-Orff-Bogen, Freimann
(1985) Carl Orff (1895–1982), Musikpädagoge und Komponist, u. a. der szenischen Kantate Carmina Burana
Carl-Sternheim-Weg, Denning
(1983) Carl Sternheim (1878–1942), Autor und Dramatiker
Carl-Wery-Straße, Neuperlach
(1976) Carl Wery (1897–1975), Schauspieler, Regisseur
Carl-Zuckmayer-Straße, Denning
(1983) Carl Zuckmayer (1896–1977), Schriftsteller
Carlamaria-Heim-Straße, Schwanthalerhöhe
(2002) Carlamaria Heim (1932–1984), Münchner Schauspielerin und Schriftstellerin
Carlo-Schmid-Straße, Altperlach
(1985) Carlo Schmid (1896–1979), deutscher Politiker der SPD, Mitglied des Deutschen Bundestages (1949–1972) und 20 Jahre dessen Vizepräsident
Carola-Neher-Straße, Solln
(2011) Carola Neher (1900–1942), Schauspielerin
Caroline-Herschel-Straße, Messestadt Riem
(1999) Caroline Herschel (1750–1848), Astronomin, Schwester des Astronomen Friedrich Wilhelm Herschel, dem in München ebenfalls eine Straße gewidmet ist.
Carossastraße, Pasing
(1962) Hans Carossa (1878–1956), Arzt, Lyriker und Autor
Carrierestraße, Allach
(1947) Moritz Carrière (1817–1895), Schriftsteller, Kunsthistoriker und Philosoph, ab 1854 Professor für Kunstgeschichte an der Akademie der Bildenden Künste München
Carry-Brachvogel-Straße, Oberföhring
(2012) Carry Brachvogel (1864–1942), Münchner Schriftstellerin jüdischer Abstammung. Sie setzte sich für die Selbstbestimmung der Frauen ein. Sie starb im KZ Theresienstadt.
Carusoweg, Solln
(1960) Enrico Caruso (1873–1921), italienischer Opernsänger.
Casellastraße,
(1936) 30. Stadtbezirk
Caubstraße, Moosach
(1914) Caub, heute Kaub geschrieben, Stadt am Rhein in Rheinland-Pfalz, wo Feldmarschall Blücher den legendären Übergang deutscher Truppen nach Frankreich bewerkstelligte und damit die Rückeroberung der linksrheinischen Gebiete begann
Celibidacheforum, Haidhausen
(1999) Sergiu Celibidache (1912–1996), Chefdirigent der Münchner Philharmoniker und Generalmusikdirektor der Stadt München
Centa-Hafenbrädl-Straße, Freiham
(2006) Centa Hafenbrädl (1894–1973), Stadträtin von 1947 bis 1970 und im Vorstand des Caritas-Verbandes
Centa-Herker-Bogen, Schwabing-West
(2004) Centa Herker (1909–2000), Münchner Zeitzeugin und Verfolgte der Nazidiktatur, die sich nach dem Krieg für die politische Bildung von Jugendlichen einsetzte
Centralländstraße,
(1904)→Zentralländstraße
Cerebotanistraße, Moosach
(1947) Luigi Cerebotani (1847–1928), italienischer Theologe, Philosoph und Erfinder, ab 1889 päpstlicher Gesandter in München
Cervantesstraße, Pasing
(1947) Miguel de Cervantes (1547–1616), spanischer Schriftsteller, Autor von Don Quijote
Chamissostraße, Oberföhring
(1914) Adelbert von Chamisso (1781–1838), deutscher Naturforscher und Dichter französischer Herkunft
Chammünsterstraße,  Gartenstadt Trudering
(1956) Chammünster, ehemaliges Kloster und heute Stadtteil von Cham
Champagnestraße,
(1936) 28. Stadtbezirk
Charles-de-Gaulle-Straße, Neuperlach
(1975) Charles de Gaulle (1890–1970), französischer General und Staatspräsident (1959–1969)
Chemnitzer Platz, Moosach
(1925) Chemnitz, Stadt in Sachsen
Cherubinistraße, Schwabing-West
(1914) Luigi Cherubini (1760–1842), italienischer Komponist
Cheruskerstraße,
(1904) Verbindungsstraße zwischen der Marienklause und der Geiselgasteigstraße
(1936) 27. Stadtbezirk
Chiemgaustraße, Obergiesing und Ramersdorf
(1906) Chiemgau, Landschaft um den Chiemsee
Chiemseeplatz,
(1918)
(1936) 17. Stadtbezirk
Chopinstraße, Pasing
(1947) Frédéric Chopin (1810–1849), polnischer Pianist und Komponist, ab 1830 in Frankreich wohnhaft
Chorherrnstraße,
(1876)
Chorherrstraße, Haidhausen
(1873) Ignaz Chorherr (1812–1873). Chorherr wirkte 37 Jahre in mehreren Ehrenämtern in Haidhausen
Chriemhildenstraße,
(1904)→Kriemhildenstraße
Christel-Küpper-Platz, Obersendling
(2017) Sibylla Hubertine Christine Küpper (geborene Göbbels, 1906–1995), Psychotherapeutin, Politikerin und Friedensaktivistin
Christel-Sembach-Krone-Weg, Aubing-Lochhausen-Langwied
(2019) Christel Sembach-Krone (1936–2017), Zirkusdirektorin
Christl-Marie-Schultes-Weg, Oberwiesenfeld, Lerchenau
(2014) Christl-Marie Schultes (1904–1976), Fliegerin, Widerständlerin gegen den Nationalsozialismus, dafür mehrfach interniert
Christoph-Probst-Straße, Freimann
(1947) Christoph Probst (1919–1943), Student, Mitglied der Widerstandsgruppe Weiße Rose, 1943 in München hingerichtet
Christoph-Rapparini-Bogen, Neuhausen
(2006) Christoph Rapparini († um 1740), Sänger und kurfürstlicher Kammervirtuose des 18. Jahrhunderts
Christoph-Schmid-Straße, Milbertshofen
(1910) Christoph von Schmid (1768–1854) katholischer Priester und Schriftsteller insbesondere von Kinder- und Jugendliteratur

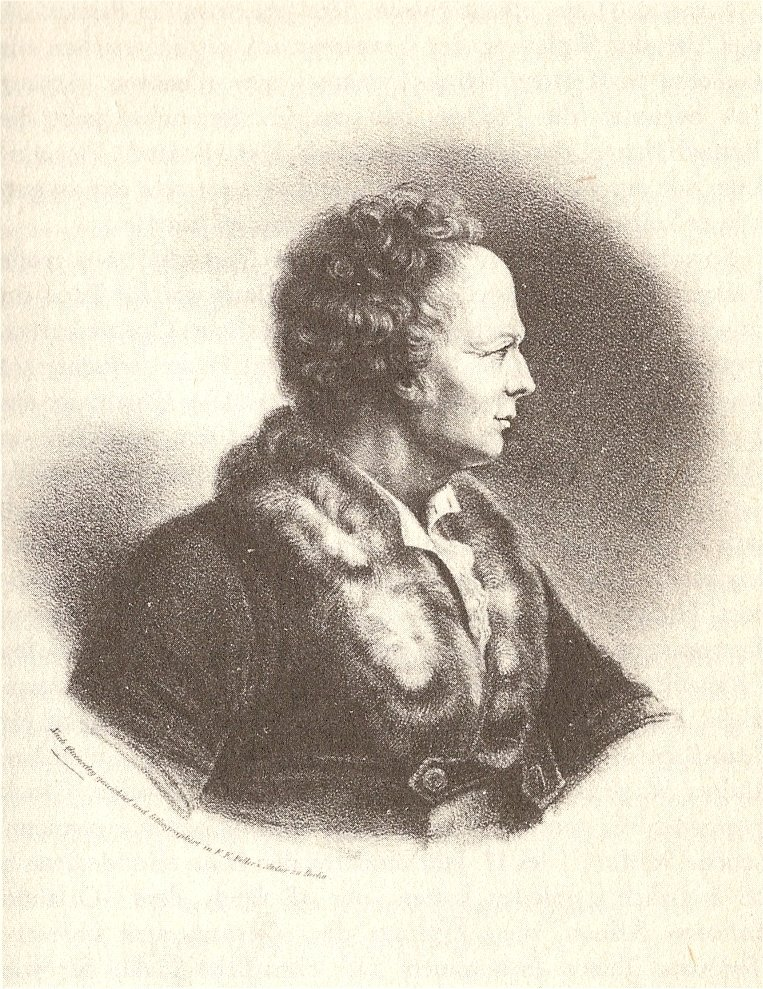
Christoph Willibald Ritter von Gluck

Christoph-von-Gluck-Platz, Milbertshofen
(1923) Christoph Willibald Ritter von Gluck (1714–1787), Kapellmeister, Komponist der Vorklassik
Christophstraße, Lehel
(1878) Christoph der Starke (1449–1493), Herzog von Bayern-München
Christrosenweg, Großhadern
(1947) Christrose, eine Pflanzenart aus der Familie der Hahnenfußgewächse
Christstraße,
(1936) 27. Stadtbezirk
Chrysanthemenstraße, Großhadern
(1938) Chrysanthemen, hauptsächlich in Ostasien verbreitete Pflanzengattung der Korbblütler
Chunrad-von Perg-Straße,
(1936) 31. Stadtbezirk
Churlandstraße,
(1936) 28. Stadtbezirk
Cimbernstraße, Mittersendling
(1925) Die Kimbern, germanischer Volksstamm, ursprünglich wohl in Jütland sesshaft, 102 vor Christi Geburt auf ihrem Zug nach Süden von den Römern bei Aix-en-Provence vernichtend geschlagen
Cincinnatistraße, Siedlung am Perlacher Forst
(1954) Cincinnati, Stadt in Ohio (USA), seit 1989 eine der Partnerstädte Münchens
Claire-Watson-Straße, Neuhausen
(2006) Claire Watson (1924–1986), US-amerikanische Opernsängerin und von 1958 bis 1976 Mitglied der Bayerischen Staatsoper
Clara-Schumann-Straße, Aubing-Lochhausen-Langwied
(2019) Clara Schumann (1819–1896), Pianistin und Komponistin
Clarita-Bernhard-Straße, Aubing
(2006) Clarita Bernhard (1939–1995), Stadträtin von 1972 bis 1995, widmete sich hier besonders Schulfragen sowie den Problemen der Behinderten und Alleinerziehenden
Claude-Lorrain-Platz,
(1879)

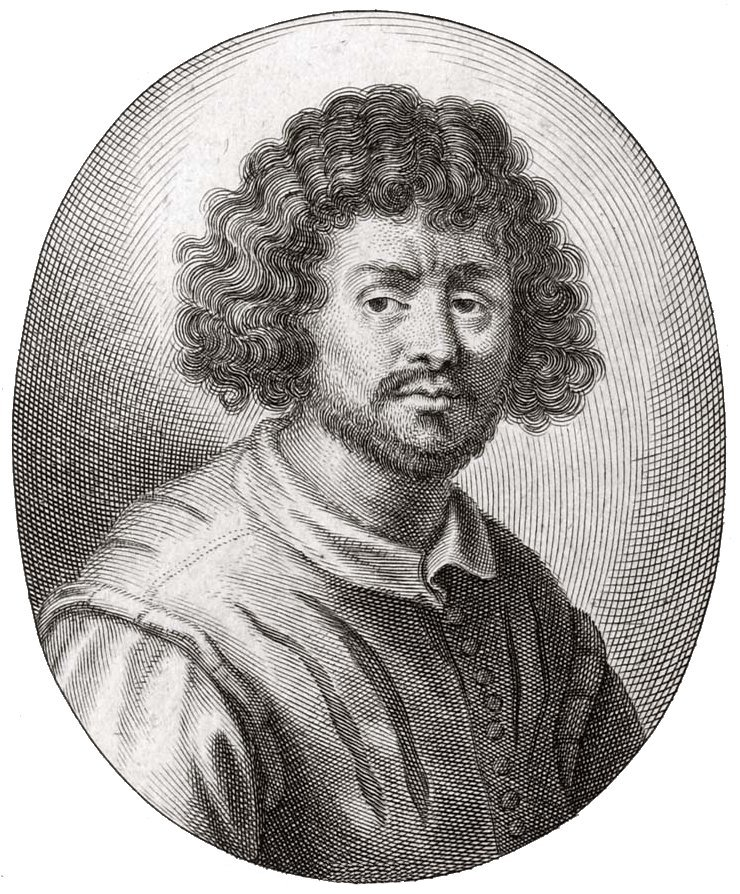
Claude Lorrain

Claude-Lorrain-Straße, Untergiesing / Au
(1877) Claude Lorrain (1600–1682), französischer Maler des Barock
Claudius Kellerplatz,
(1918)
Claudius-Keller-Straße, Ramersdorf
(1910) Claudius Keller, Kapuzinerpater, eine der 42 Münchner Geiseln König Gustavs II. Adolf 1632
Claudiusplatz, Moosach
(1925) Matthias Claudius (1740–1815), Dichter und Journalist
Claudiusstraße, Moosach
(1925) siehe vorstehend
Clausewitzstraße,
(1936) 19. Stadtbezirk
Clemens-August-Straße, Berg am Laim
(1915) Clemens August von Bayern (1700–1761), Erzbischof von Köln und damit ein bedeutender Kurfürst seiner Zeit
Clemens-Bolz-Weg, Sendling-Westpark
(1958) Clemens Bolz (1879–1955), städtischer Verwaltungsoberinspektor; eine Karte der Gräber berühmter Münchner geht auf ihn zurück
Clemens-Krauß-Straße, Obermenzing
(1956) Clemens Krauss (1893–1954), österreichischer Dirigent und Theaterleiter, mehrere Jahre Generalmusikdirektor an der Bayerischen Staatsoper
Clemensstraße, Schwabing-West
(vor 1890) Clemens August von Bayern (1700–1761), siehe vorstehend Clemens-August-Straße
Clementine-von-Braunmühl-Weg,  Au
(2022) Clementine von Braunmühl (1833–1918), deutsche Kunstlehrerin, erste weibliche Dozentin an der Kunstgewerbeschule München.
Clezlinstraße,
(1918) 17. Stadtbezirk
(1936) 30. Stadtbezirk
Cochemstraße, Großhadern
(1938) Cochem, Kreisstadt des Landkreises Cochem-Zell in Rheinland-Pfalz
Colmarer Straße, Obersendling
(1930) Colmar, französische Stadt im Elsass
Colmdorfstraße, Aubing
(1966) Colmdorf, Ortsteil der oberfränkischen Stadt Bayreuth
Colosseumstraße,
(1876) siehe Kolosseumstraße
Columbusplatz,
(1936) 16. Stadtbezirk
Columbusstraße,
(1908) siehe Kolumbusstraße
(1936) 16. Stadtbezirk
Combreshöhe, Aubing-Lochhausen-Langwied |Aubing-Lochhausen-Langwied |
(1936) 28. Stadtbezirk
Comeniusstraße, Haidhausen
(1893) Johann Amos Comenius (1592–1670), Philosoph, Theologe und Pädagoge
Connollystraße, Olympiapark
(1971) James Connolly (1868–1957), aus den USA, erster Olympiasieger der Neuzeit
Constanze-Hallgarten-Straße, Obersendling
(2017) Constanze Hallgarten (1881–1969), eine der führenden Frauen der deutschen Friedensbewegung und Frauenrechtlerin
Conwentzstraße, Thalkirchen
(1947) Hugo Conwentz (1855–1922), Botaniker und Begründer der deutschen Naturschutzbewegung
Copernicusstraße,
(1904)
(1936) 29. Stadtbezirk
Cordelia-Edvardson-Straße, 12. Stadtbezirk Schwabing-Freimann
(2023) Cordelia Edvardson (1929–2012), Journalistin, Schriftstellerin, NS-Verfolgte
Corinthstraße,  Neuperlach
(1931) Lovis Corinth (1858–1925), bedeutender Maler des deutschen Impressionismus
Corneliusbrücke, Isarvorstadt, Au-Haidhausen
(vermutlich nach 1903) siehe nachstehend
Corneliusstraße, Altstadt-Lehel, Isarvorstadt
(1830) Peter von Cornelius (1783–1867), deutscher Maler und Erschaffer des Altarfreskos in der Ludwigskirche zu München und dessen Neffe
Peter Cornelius (1824–1874), Dichter, Komponist und Professor an der Königl. Musikhochschule München
Cosimastraße, Englschalking
(1933) Cosima Wagner (1837–1930), Tochter von Franz Liszt, Gattin des Dirigenten Hans von Bülow und später zweite Ehefrau von Richard Wagner
Cottastraße,
(1918) 13. Stadtbezirk
(1936) 13. Stadtbezirk
Cottaweg, Neuperlach
(1976) Johann Friedrich Cotta (1764–1832), deutscher Verleger, Buchhändler, Industriepionier und Politiker
Coubertinplatz, Olympiapark
(1971) Baron Pierre de Coubertin (1863–1937), französischer Pädagoge, Historiker und Sportfunktionär, Präsident des Internationalen Olympischen Komitees und Gründer der Olympischen Spiele der Neuzeit
Coudenhove-Kalergi-Weg, Neuperlach
(1986) Richard Nikolaus Coudenhove-Kalergi (1894–1972), japanisch-österreichischer Schriftsteller, Politiker und Gründer der Paneuropa-Bewegung
Coulmiersplatz, Haidhausen
(1879) Treffen bei Coulmiers in Frankreich am 9. November 1870
Crailsheimstraße, Freimann
(1926) Friedrich Krafft von Crailsheim (1841–1926), bayerischer Außenminister (1880–1905) und bayerischer Ministerpräsident (1890–1903)
Cranachstraße, Maxvorstadt
(1902) Lucas Cranach d. Ä. (um 1475–1553) einer der bedeutendsten deutschen Maler und Grafiker der Renaissance
Creuzerstraße,
(1936) 30. Stadtbezirk
Croissant-Rust-Straße, Pasing
(1951) Anna Flora Barbara Croissant-Rust (1860–1943), deutsche Schriftstellerin
Crusiusstraße, Lehel
(1934) Otto Carl Friedrich Hermann Crusius (1857–1918), deutscher Philologe
Curd-Jürgens-Straße, Neuperlach
(1986) Curd Jürgens (1915–1982), deutsch-österreichischer Bühnen- und Film-Schauspieler
Curiestraße, Allach
(1947) Marie Curie (1867–1934), in Polen gebürtige, ab 1891 in Frankreich lebende Physikerin und Chemikerin
Curt-Mezger-Platz, Milbertshofen
(2007) Curt Mezger (1895–1945), deutsch-jüdischer Unternehmer, im KZ Mauthausen ermordet
Cuvilliésstraße, Bogenhausen
(1899) François de Cuvilliés der Ältere, (1695–1768) und François de Cuvilliés der Jüngere (1731–1777), Hofbaumeister des späten Rokoko. Unter ihren bekanntesten Werken sind die Amalienburg, die Münchner Residenz sowie das Cuvilliés-Theater